# Bauhinia pichinchensis
Bauhinia pichinchensis är en ärtväxtart som beskrevs av Richard P. Wunderlin. Bauhinia pichinchensis ingår i släktet Bauhinia och familjen ärtväxter. Inga underarter finns listade i Catalogue of Life.